# Jedlinka (Jedlina-Zdrój)

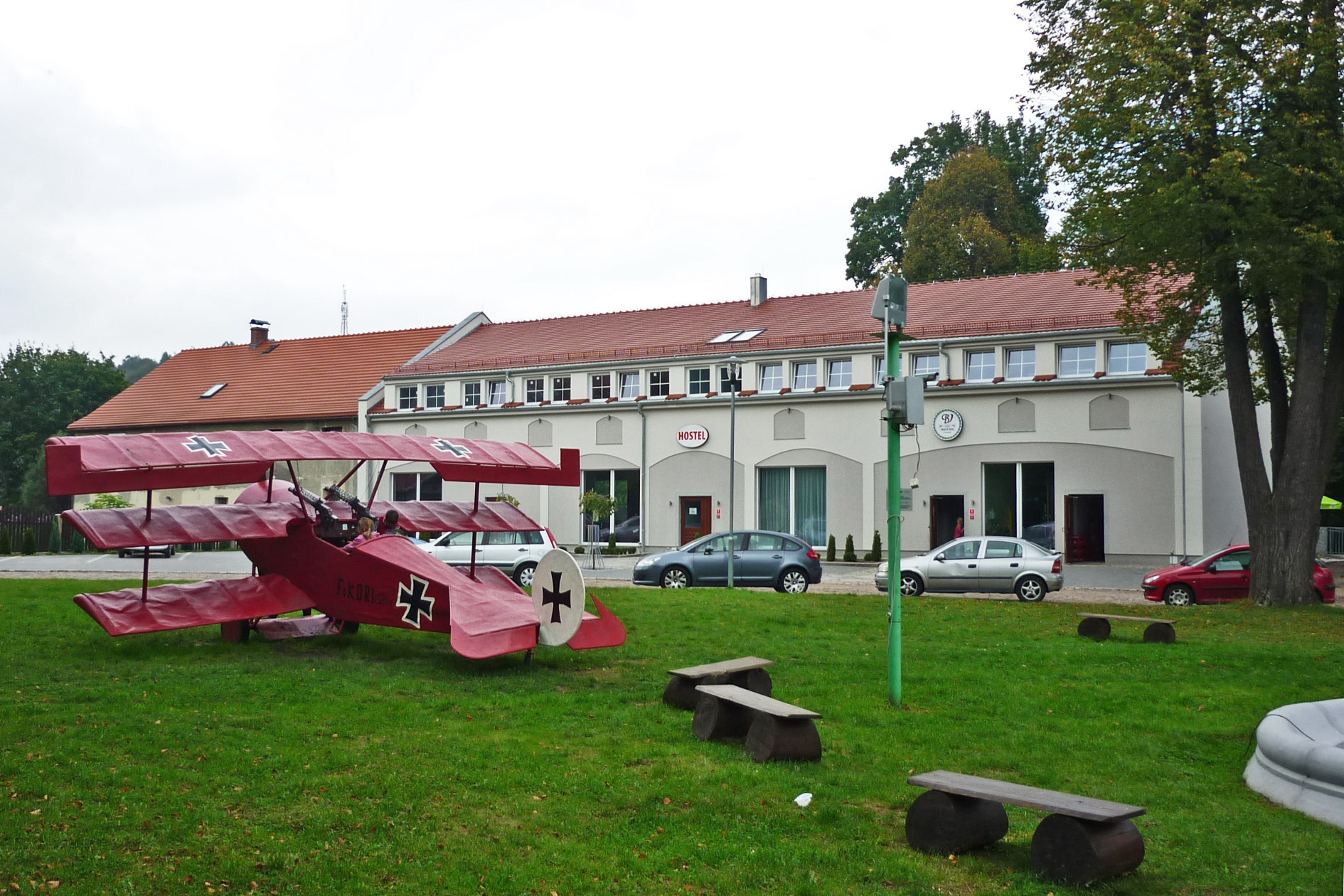
Hostel Jedlinka, na pierwszym planie po lewej widoczny Fokker Dr.I (replika)

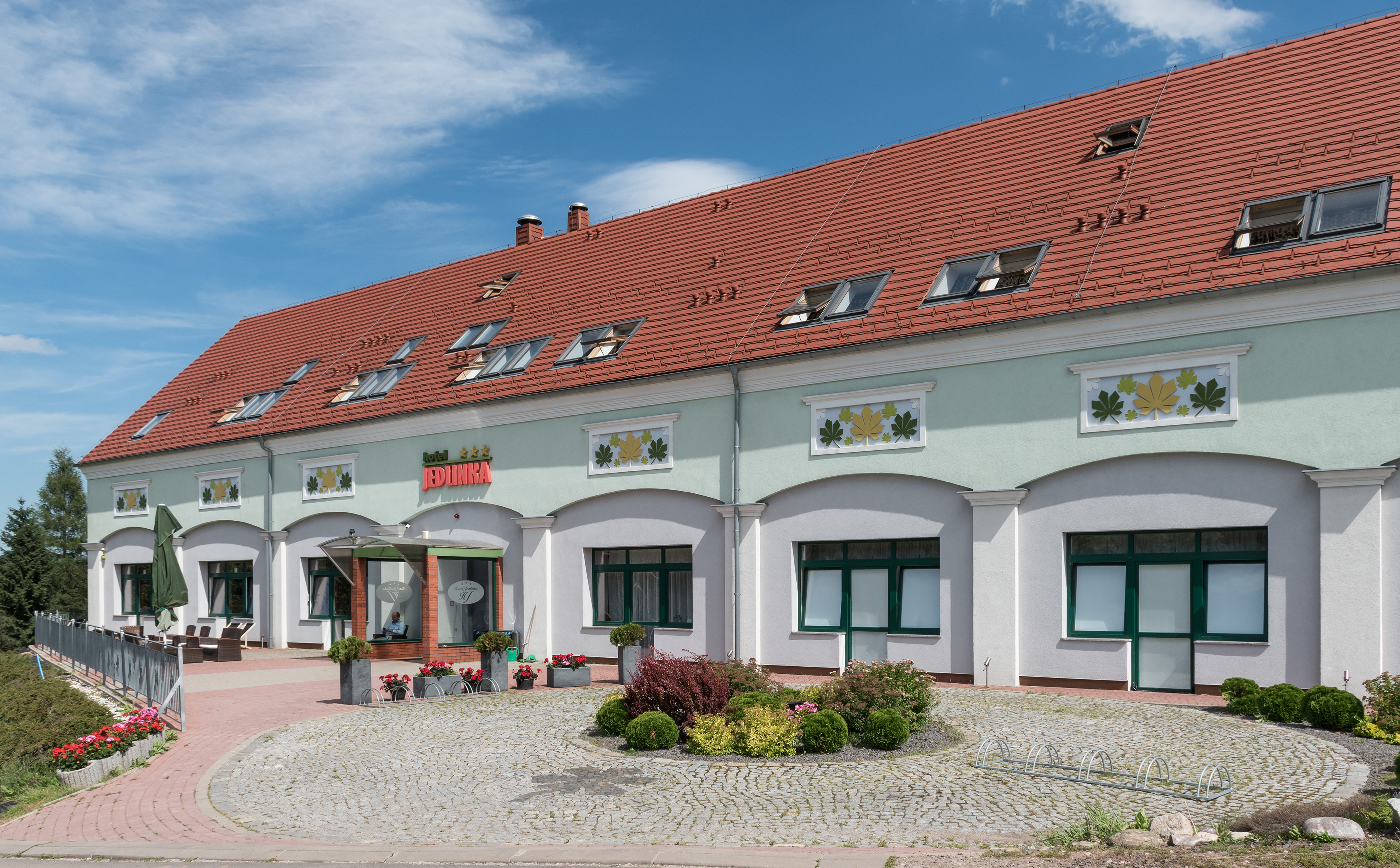
Browar Jedlinka

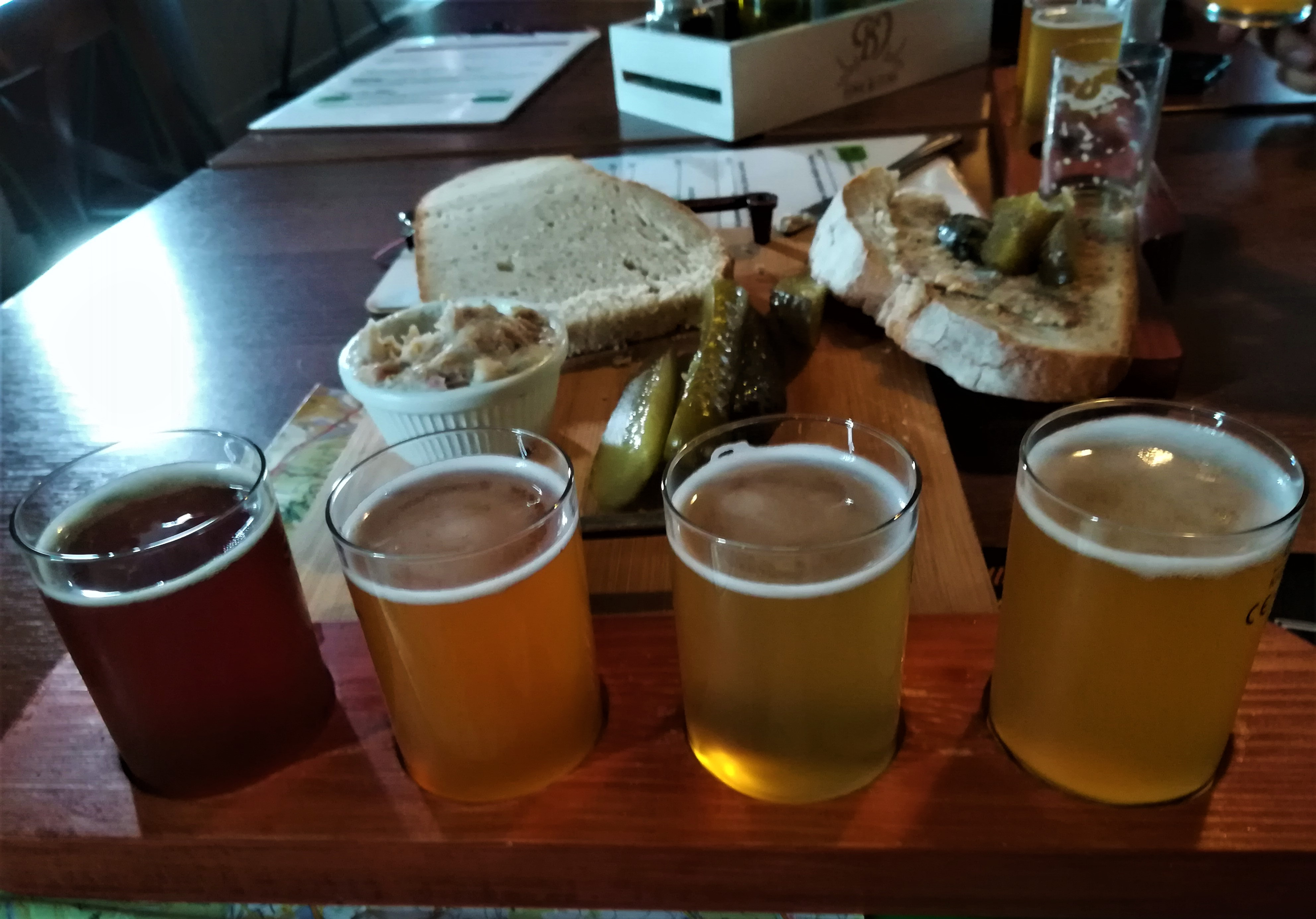
Piwa Browaru Jedlinka

Jedlinka (niem. Nieder-, Mittel-, Ober-Tannhausen) – część miasta Jedlina-Zdrój, położona w województwie dolnośląskim, w powiecie wałbrzyskim.

## Położenie
Jedlinka to dawna wieś, obecnie dzielnica Jedliny-Zdroju o długości około 2 km, leżąca na pograniczu Gór Wałbrzyskich i Gór Sowich, wzdłuż biegu Bystrzycy i jej lewego dopływu, na wysokości około 410–430 m n.p.m.

## Podział administracyjny
W latach 1946–1954 Jedlinka stanowiła gromadę w gminie Głuszyca w powiecie wałbrzyskim w województwie wrocławskim. W związku z reformą administracyjną kraju jesienią 1954 weszła w większości (490 ha) w skład nowo utworzonej gromady Jedlina Zdrój (mniejszą część, 110 ha, włączono do gromady Głuszyca). 13 listopada 1954, po pięciu tygodniach, gromadę Jedlina Zdrój zniesiono w związku z nadaniem jej statusu osiedla, przez co Jedlinka stała się integralną częścią Jedliny-Zdroju. 1 stycznia 1967 osiedle Jedlina Zdrój otrzymało status miasta, w związku z czym Jedlina została obszarem miejskiem.
W latach 1975–1998 miasto administracyjnie należało do województwa wałbrzyskiego.

## Historia
Jedlinka powstała prawdopodobnie w połowie XIII wieku jako osada leśna. W XVII wieku była to już duża wieś obejmująca znaczny obszar położony na północ od Głuszycy. Od 1697 roku rozpoczęto lecznicze wykorzystywanie tutejszego źródła wody mineralnej, a w roku 1723 powstało tu uzdrowisko o nazwie Charlottenbrunn. W XVIII wieku rozpoczęto eksploatację złóż węgla kamiennego, w 1742 roku powstała kopalnia Joseph. W drugiej połowie XVIII wieś była dużym ośrodkiem tkactwa chałupniczego, a w 1771 roku powstał tu pierwszy bielnik. Na początku XIX wieku wieś znacznie rozwinęła się, w 1840 roku składała się ona z trzech części w których było łącznie prawie 200 domów, pałac, dwa folwarki, 5 młynów wodnych, 2 gorzelnie, tartak, kościół, szkoła katolicka i wiele warsztatów rzemieślniczych. Od połowy XIX wieku wieś została uzdrowiskowym zapleczem Jedliny-Zdroju, powstało tu kilka gospód, a w okolicy wytyczono szlaki turystyczne. W 1910 roku miejscowość liczyła 1624 mieszkańców, w roku 1933 ich liczba wzrosła do 1772 osób. W czasie II wojny światowej w miejscowości znajdowała się filia obozu koncentracyjnego Groß-Rosen. Po 1945 roku charakter miejscowości nie zmienił się, nadal była to wieś rolniczo-przemysłowa. W 1954 roku Jedlinkę administracyjnie włączono do Głuszycy, obecnie jest to część Jedliny-Zdroju.

## Zabytki
Do wojewódzkiego rejestru zabytków wpisane są:
- zespół pałacowy z drugiej połowy XVIII wieku:
  - pałac,
  - dwie oficyny,
  - park.

## Szlaki turystyczne
Przez Jedlinkę przechodzi szlak turystyczny:
- - fragment Głównego Szlaku Sudeckiego (Świeradów-Zdrój – Prudnik) prowadzący ze schroniska „Andrzejówka” na Włodarza[2].